# Mon oncle Benjamin (film, 1969)
Pour les articles homonymes, voir Mon oncle Benjamin (homonymie) et Benjamin.
Pour plus de détails, voir Fiche technique et Distribution.
Mon oncle Benjamin est un film franco-italien réalisé par Édouard Molinaro, sorti en 1969.
Cette comédie, aux propos paillards et ton picaresque, dont l'action se déroule au XVIIIe siècle, a pour principaux interprètes  Jacques Brel et Claude Jade.
Le scénario du film s'inspire du roman du Clamecycois Claude Tillier (1801-1844), Mon oncle Benjamin, publié en 1843. Le titre complet du film  est : Mon oncle Benjamin - L'homme à l'habit rouge, cette précision vestimentaire apparaissant dans le générique, et sur l'affiche, en caractères plus légers et sous le groupe principal.
Le roman de Claude Tillier avait fait l'objet d'une première adaptation à l'époque du muet avec le film Mon oncle Benjamin réalisé par René Leprince, sorti en 1924.

## Synopsis
Sous le règne de Louis XV, Benjamin Rathery (Jacques Brel) est médecin de campagne, principalement des pauvres de la région. C'est également un ripailleur perpétuel et un coureur de jupons invétéré, mais une seule fille, dont il est follement amoureux, lui résiste : Manette (Claude Jade), la fille de l'aubergiste. Mais celle-ci n'entend céder au médecin qu'au prix d'un contrat de mariage en poche. Manette est surveillée par son père, qui fait tout pour protéger la virginité de sa fille, qu'il appelle son « petit capital ». Sa jolie frimousse, son espièglerie, ses sourires font fondre Benjamin ; mais, loin d'être une écervelée, Manette est une fille qui a du caractère et qui sait ce qu'elle veut et cela se voit.
Le franc-parler de Benjamin, et son sentiment d'être égal aux nobles, vont valoir au roturier quelques petits ennuis.

## Fiche technique
- Réalisation : Édouard Molinaro
- Scénario : André Couteaux, Jean-François Hauduroy Jacques Brel (non crédité) et Édouard Molinaro, d'après le roman éponyme de Claude Tillier
- Musique : Jacques Brel et François Rauber (édition Hortensia)
- Assistants réalisateurs : 1) Philippe Monnier / 2) Lionel Bernier
- Images : Alain Levent
- Cadreur : Armand Marco
- Photographe de plateau : Marcel Dole
- Montage : Robert et Monique Isnardon
- Son : Jean Labussière
- Décors : François de Lamothe
- Ensemblier : Robert Christidès
- Costumes créés par : Jacques Fonteray / Chef costumière : Georgette Fillon
- Chef maquilleur : Pierre Berroyer
- Coiffeur : Marc Blanchard
- Maître d'armes : Claude Carliez
- Scripte : Hélène Sebillotte
- Production : SNE Gaumont (Paris), Euro International Films (Rome)
- Producteur délégué : Alain Poiré /Coproducteurs (non crédités) : Jean Le Duc, Marina Cicogna, Bino Cicogna
- Directeurs de production : Robert Sussfeld, Roger Debelmas
- Régisseur général : Roger Boulais
- Administrateur de production : Guy Azzi
- Distribution : Gaumont
- Attachée de presse : Paulette Andrieux
- Tournage et développement dans les studios de « Paris-Studio-Cinéma » de Boulogne
- Laboratoire : GTC
- Format : Couleur (Eastmancolor) - 35 mm - Son mono
- Pays d'origine :  France et  Italie
- Langue originale : français
- Durée : 90 minutes / Métrage : 2 544 m
- Genre : Comédie et historique
- Dates de sortie : le 28 novembre 1969
- Visa d'exploitation : 34384
- Affiche : Charles Rau (France)

## Distribution
- Jacques Brel : Benjamin Rathery, médecin de campagne
- Claude Jade  : Manette, la fille de l'aubergiste
- Bernard Alane : le vicomte Hector de Pont-Cassé
- Paul Frankeur : le docteur Minxit
- Rosy Varte : Bettine Machecourt, la sœur de Benjamin
- Lyne Chardonnet : Arabelle Minxit, la fille du docteur
- Robert Dalban : Jean-Pierre, l'aubergiste et père de Manette
- Bernard Blier : le marquis de Cambyse
- Armand Mestral : Machecourt, le beau-frère de Benjamin
- Alfred Adam : le sergent au chien
- Paul Préboist : Parlenta, l'huissier
- Jean-Pierre Lamy : Guillaume de Vallombreuse
- Dominique de Keuchel : Gaspard, le jeune garçon
- Daniela Surina : la marquise de Cambyse
- Carlo Alighiero : Moulot, l'intendant du marquis
- Paul Gay : le page
- Gérard Boucaron : le docteur Fata
- Jacques Provins : le domestique de Minxit
- Christine Aurel : Mme Chapel
- Véronique Véran : Claudine
- Régine Motte : Mme Fata
- Luce Fabiole : la vieille femme
- Monita Derrieux : la jeune fille
- Jean-Louis Tristan : le sergent de police
- Yvon Sarray : le paysan
- Pippo Merisi : Bonteint
- Guy Delorme : un laquais
- Antoine Baud : un laquais
- Éric Vasberg : un laquais
- Rico Lopez : un laquais
- Henri Guégan : un domestique
- Michèle Montel : voix de Daniela Surina

## Lieux du tournage
Le film a été tourné :
- en Bourgogne (Nièvre et Yonne) : à Vézelay (Porte Neuve), à Clamecy et ses environs (la butte de Metz-le-Comte apparaît à un moment), à Avallon (rue Bocquillot, et moulin dit la Ferme des Nids), à Pierre-Perthuis (le pont de pierre et la Roche Percée), et aux environs de Corbigny ;

- à Chastellux-sur-Cure (le château, demeure de Cambyse, apparaissant en vue panoramique, on aperçoit aussi Jacques Brel embrassant le postérieur de Bernard Blier dans la cour intérieure) ;
- à l'abbaye de Royaumont, pour les scènes d'intérieur du château de Cambyse (salle de réception) et quelques extérieurs ;
- sur le causse Méjean, en Lozère[2] ;
- pour la toute dernière scène, en forêt de Rambouillet dans la vallée de Chevreuse ;
- une fête à l'occasion du lancement du film fut organisée à Clamecy où une représentation théâtrale mit en scène un grand nombre de Clamecycois avec Jacques Brel.

## Réception critique
- « D'un roman vif, à l'épicurisme souriant, Molinaro a fait un film paillard et grossier. Seule la charmante Claude Jade échappe — par quel miracle ? — à la laideur ambiante. » (Claude-Marie Trémois - Télérama 14 décembre 1969).

- « Claude Jade est belle et appétissante comme il convenait aux filles dans les bonnes époques. » (François Nourissier - L'Express du 24 au 30 novembre 1969).